# Ляховий Олександр Миколайович
Олекса́ндр Микола́йович Ляхови́й — український тренер з боксу, майстер спорту України, заслужений працівник фізичної культури і спорту України (2019).

## Короткі відомості
Тренер вищої категорії, майстер спорту з боксу.
Тренує Вихриста Віктора.
Батько української легкоатлетки Ольги Ляхової.